# Lista de campeões da Copa da Inglaterra
Esta é uma lista dos campeões da Copa da Inglaterra,  das mais tradicionais competições de futebol do mundo. A Copa da Inglaterra ou FA Cup é organizada pela The Football Association desde 1871, sendo a mais antiga competição de futebol ainda em atividade na história. O torneio é aberto a todos os clubes do topo do Sistema de Futebol Inglês, porém os estádios das equipes devem atender às exigências da organização do evento. A competição termina juntamente com a temporada do Campeonato Inglês, que ocorre geralmente em Maio de cada ano.

## Vencedores
Legenda:{\displaystyle }
- (R) - Jogo Desempate
- * - Prorrogação
- † - Disputa de Pênaltis
- Negrito - "Dobradinha" (clube conquistou também o Campeonato Inglês)
- Itálico - Clube que não participava da Primeira Divisão na ocasião

| Temporada   | Vencedor                | Placar | Vice                    | Estádio                    | Público     |
| ----------- | ----------------------- | ------ | ----------------------- | -------------------------- | ----------- |
| 1871–72     | Wanderers               | 1–0    | Royal Engineers         | Kennington Oval            | 2,000       |
| 1872–73     | Wanderers               | 2–0    | Oxford University       | Lillie Bridge              | 3,000       |
| 1873–74     | Oxford University       | 2–0    | Royal Engineers         | Kennington Oval            | 2,000       |
| 1874–75     | Royal Engineers         | †1–1 * | Old Etonians            | Kennington Oval            | 2,000       |
| 1874–75 (R) | Royal Engineers         | 2–0    | Old Etonians            | Kennington Oval            | 3,000       |
| 1875–76     | Wanderers               | †1–1 * | Old Etonians            | Kennington Oval            | 3,500       |
| 1875–76 (R) | Wanderers               | 3–0    | Old Etonians            | Kennington Oval            | 1,500       |
| 1876–77     | Wanderers               | †2–1 * | Oxford University       | Kennington Oval            | 3,000       |
| 1877–78     | Wanderers               | 3–1    | Royal Engineers         | Kennington Oval            | 4,500       |
| 1878–79     | Old Etonians            | 1–0    | Clapham Rovers          | Kennington Oval            | 5,000       |
| 1879–80     | Clapham Rovers          | 1–0    | Oxford University       | Kennington Oval            | 6,000       |
| 1880–81     | Old Carthusians         | 3–0    | Old Etonians            | Kennington Oval            | 4,000       |
| 1881–82     | Old Etonians            | 1–0    | Blackburn Rovers        | Kennington Oval            | 6,500       |
| 1882–83     | Blackburn Olympic       | †2–1 * | Old Etonians            | Kennington Oval            | 8,000       |
| 1883–84     | Blackburn Rovers        | 2–1    | Queen's Park            | Kennington Oval            | 4,000       |
| 1884–85     | Blackburn Rovers        | 2–0    | Queen's Park            | Kennington Oval            | 12,500      |
| 1885–86     | Blackburn Rovers        | †0–0 * | West Bromwich Albion    | Kennington Oval            | 15,000      |
| 1885–86 (R) | Blackburn Rovers        | 2–0    | West Bromwich Albion    | Racecourse Ground          | 12,000      |
| 1886–87     | Aston Villa             | 2–0    | West Bromwich Albion    | Kennington Oval            | 15,500      |
| 1887–88     | West Bromwich Albion    | 2–1    | Preston North End       | Kennington Oval            | 19,000      |
| 1888–89     | Preston North End       | 3–0    | Wolverhampton Wanderers | Kennington Oval            | 22,000      |
| 1889–90     | Blackburn Rovers        | 6–1    | The Wednesday           | Kennington Oval            | 20,000      |
| 1890–91     | Blackburn Rovers        | 3–1    | Notts County            | Kennington Oval            | 23,000      |
| 1891–92     | West Bromwich Albion    | 3–0    | Aston Villa             | Kennington Oval            | 32,810      |
| 1892–93     | Wolverhampton Wanderers | 1–0    | Everton                 | Fallowfield Stadium        | 45,000      |
| 1893–94     | Notts County            | 4–1    | Bolton Wanderers        | Goodison Park              | 37,000      |
| 1894–95     | Aston Villa             | 1–0    | West Bromwich Albion    | Crystal Palace             | 42,560      |
| 1895–96     | The Wednesday           | 2–1    | Wolverhampton Wanderers | Crystal Palace             | 48,836      |
| 1896–97     | Aston Villa             | 3–2    | Everton                 | Crystal Palace             | 65,891      |
| 1897–98     | Nottingham Forest       | 3–1    | Derby County            | Crystal Palace             | 62,017      |
| 1898–99     | Sheffield United        | 4–1    | Derby County            | Crystal Palace             | 73,833      |
| 1899–00     | Bury                    | 4–0    | Southampton             | Crystal Palace             | 68,945      |
| 1900–01     | Tottenham Hotspur       | †2–2 * | Sheffield United        | Crystal Palace             | 110,820     |
| 1900–01 (R) | Tottenham Hotspur       | 3–1    | Sheffield United        | Burnden Park               | 20,470      |
| 1901–02     | Sheffield United        | †1–1*  | Southampton             | Crystal Palace             | 76,914      |
| 1901–02 (R) | Sheffield United        | 2–1    | Southampton             | Crystal Palace             | 33,068      |
| 1902–03     | Bury                    | 6–0    | Derby County            | Crystal Palace             | 63,102      |
| 1903–04     | Manchester City         | 1–0    | Bolton Wanderers        | Crystal Palace             | 61,374      |
| 1904–05     | Aston Villa             | 2–0    | Newcastle United        | Crystal Palace             | 101,117     |
| 1905–06     | Everton                 | 1–0    | Newcastle United        | Crystal Palace             | 75,609      |
| 1906–07     | The Wednesday           | 2–1    | Everton                 | Crystal Palace             | 84,594      |
| 1907–08     | Wolverhampton Wanderers | 3–1    | Newcastle United        | Crystal Palace             | 74,697      |
| 1908–09     | Manchester United       | 1–0    | Bristol City            | Crystal Palace             | 71,401      |
| 1909–10     | Newcastle United        | †1–1 * | Barnsley                | Crystal Palace             | 77,747      |
| 1909–10 (R) | Newcastle United        | 2–0    | Barnsley                | Goodison Park              | 69,000      |
| 1910–11     | Bradford City           | †0–0 * | Newcastle United        | Crystal Palace             | 69,068      |
| 1910–11 (R) | Bradford City           | 1–0    | Newcastle United        | Old Trafford               | 58,000      |
| 1911–12     | Barnsley                | †0–0 * | West Bromwich Albion    | Crystal Palace             | 54,556      |
| 1911–12 (R) | Barnsley                | 1–0    | West Bromwich Albion    | Bramall Lane               | 38,555      |
| 1912–13     | Aston Villa             | 1–0    | Sunderland              | Crystal Palace             | 120,081     |
| 1913–14     | Burnley                 | 1–0    | Liverpool               | Crystal Palace             | 72,778      |
| 1914–15     | Sheffield United        | 3–0    | Chelsea                 | Old Trafford               | 49,557      |
| 1919–20     | Aston Villa             | †1–0 * | Huddersfield Town       | Stamford Bridge            | 50,018      |
| 1920–21     | Tottenham Hotspur       | 1–0    | Wolverhampton Wanderers | Stamford Bridge            | 72,805      |
| 1921–22     | Huddersfield Town       | 1–0    | Preston North End       | Stamford Bridge            | 53,000      |
| 1922–23     | Bolton Wanderers        | 2–0    | West Ham United         | Wembley Stadium (original) | 126,047[A]  |
| 1923–24     | Newcastle United        | 2–0    | Aston Villa             | Wembley Stadium (original) | 91,695      |
| 1924–25     | Sheffield United        | 1–0    | Cardiff City            | Wembley Stadium (original) | 91,763      |
| 1925–26     | Bolton Wanderers        | 1–0    | Manchester City         | Wembley Stadium (original) | 91,447      |
| 1926–27     | Cardiff City            | 1–0    | Arsenal                 | Wembley Stadium (original) | 91,206      |
| 1927–28     | Blackburn Rovers        | 3–1    | Huddersfield Town       | Wembley Stadium (original) | 92,041      |
| 1928–29     | Bolton Wanderers        | 2–0    | Portsmouth              | Wembley Stadium (original) | 92,576      |
| 1929–30     | Arsenal                 | 2–0    | Huddersfield Town       | Wembley Stadium (original) | 92,488      |
| 1930–31     | West Bromwich Albion    | 3–1    | Birmingham              | Wembley Stadium (original) | 92,406      |
| 1931–32     | Newcastle United        | 2–1    | Arsenal                 | Wembley Stadium (original) | 92,298      |
| 1932–33     | Everton                 | 3–0    | Manchester City         | Wembley Stadium (original) | 92,950      |
| 1933–34     | Manchester City         | 2–1    | Portsmouth              | Wembley Stadium (original) | 93,258      |
| 1934–35     | Sheffield Wednesday     | 4–2    | West Bromwich Albion    | Wembley Stadium (original) | 93,204      |
| 1935–36     | Arsenal                 | 1–0    | Sheffield United        | Wembley Stadium (original) | 93,384      |
| 1936–37     | Sunderland              | 3–1    | Preston North End       | Wembley Stadium (original) | 93,495      |
| 1937–38     | Preston North End       | †1–0 * | Huddersfield Town       | Wembley Stadium (original) | 93,497      |
| 1938–39     | Portsmouth              | 4–1    | Wolverhampton Wanderers | Wembley Stadium (original) | 99,370      |
| 1945–46     | Derby County            | †4–1 * | Charlton Athletic       | Wembley Stadium (original) | 98,000      |
| 1946–47     | Charlton Athletic       | †1–0 * | Burnley                 | Wembley Stadium (original) | 99,000      |
| 1947–48     | Manchester United       | 4–2    | Blackpool               | Wembley Stadium (original) | 99,000      |
| 1948–49     | Wolverhampton Wanderers | 3–1    | Leicester City          | Wembley Stadium (original) | 99,500      |
| 1949–50     | Arsenal                 | 2–0    | Liverpool               | Wembley Stadium (original) | 100,000     |
| 1950–51     | Newcastle United        | 2–0    | Blackpool               | Wembley Stadium (original) | 100,000     |
| 1951–52     | Newcastle United        | 1–0    | Arsenal                 | Wembley Stadium (original) | 100,000     |
| 1952–53     | Blackpool               | 4–3    | Bolton Wanderers        | Wembley Stadium (original) | 100,000     |
| 1953–54     | West Bromwich Albion    | 3–2    | Preston North End       | Wembley Stadium (original) | 100,000     |
| 1954–55     | Newcastle United        | 3–1    | Manchester City         | Wembley Stadium (original) | 100,000     |
| 1955–56     | Manchester City         | 3–1    | Birmingham City         | Wembley Stadium (original) | 100,000     |
| 1956–57     | Aston Villa             | 2–1    | Manchester United       | Wembley Stadium (original) | 100,000     |
| 1957–58     | Bolton Wanderers        | 2–0    | Manchester United       | Wembley Stadium (original) | 100,000     |
| 1958–59     | Nottingham Forest       | 2–1    | Luton Town              | Wembley Stadium (original) | 100,000     |
| 1959–60     | Wolverhampton Wanderers | 3–0    | Blackburn Rovers        | Wembley Stadium (original) | 100,000     |
| 1960–61     | Tottenham Hotspur       | 2–0    | Leicester City          | Wembley Stadium (original) | 100,000     |
| 1961–62     | Tottenham Hotspur       | 3–1    | Burnley                 | Wembley Stadium (original) | 100,000     |
| 1962–63     | Manchester United       | 3–1    | Leicester City          | Wembley Stadium (original) | 100,000     |
| 1963–64     | West Ham United         | 3–2    | Preston North End       | Wembley Stadium (original) | 100,000     |
| 1964–65     | Liverpool               | †2–1 * | Leeds United            | Wembley Stadium (original) | 100,000     |
| 1965–66     | Everton                 | 3–2    | Sheffield Wednesday     | Wembley Stadium (original) | 100,000     |
| 1966–67     | Tottenham Hotspur       | 2–1    | Chelsea                 | Wembley Stadium (original) | 100,000     |
| 1967–68     | West Bromwich Albion    | †1–0 * | Everton                 | Wembley Stadium (original) | 100,000     |
| 1968–69     | Manchester City         | 1–0    | Leicester City          | Wembley Stadium (original) | 100,000     |
| 1969–70     | Chelsea                 | †2–2 * | Leeds United            | Wembley Stadium (original) | 100,000     |
| 1969–70 (R) | Chelsea                 | †2–1*  | Leeds United            | Old Trafford               | 62,078      |
| 1970–71     | Arsenal                 | †2–1 * | Liverpool               | Wembley Stadium (original) | 100,000     |
| 1971–72     | Leeds United            | 1–0    | Arsenal                 | Wembley Stadium (original) | 100,000     |
| 1972–73     | Sunderland              | 1–0    | Leeds United            | Wembley Stadium (original) | 100,000     |
| 1973–74     | Liverpool               | 3–0    | Newcastle United        | Wembley Stadium (original) | 100,000     |
| 1974–75     | West Ham United         | 2–0    | Fulham                  | Wembley Stadium (original) | 100,000     |
| 1975–76     | Southampton             | 1–0    | Manchester United       | Wembley Stadium (original) | 100,000     |
| 1976–77     | Manchester United       | 2–1    | Liverpool               | Wembley Stadium (original) | 100,000     |
| 1977–78     | Ipswich Town            | 1–0    | Arsenal                 | Wembley Stadium (original) | 100,000     |
| 1978–79     | Arsenal                 | 3–2    | Manchester United       | Wembley Stadium (original) | 100,000     |
| 1979–80     | West Ham United         | 1–0    | Arsenal                 | Wembley Stadium (original) | 100,000     |
| 1980–81     | Tottenham Hotspur       | †1–1 * | Manchester City         | Wembley Stadium (original) | 100,000     |
| 1980–81 (R) | Tottenham Hotspur       | 3–2    | Manchester City         | Wembley Stadium (original) | 92,000      |
| 1981–82     | Tottenham Hotspur       | †1–1 * | Queens Park Rangers     | Wembley Stadium (original) | 100,000     |
| 1981–82 (R) | Tottenham Hotspur       | 1–0    | Queens Park Rangers     | Wembley Stadium (original) | 90,000      |
| 1982–83     | Manchester United       | †2–2 * | Brighton & Hove Albion  | Wembley Stadium (original) | 100,000     |
| 1982–83 (R) | Manchester United       | 4–0    | Brighton & Hove Albion  | Wembley Stadium (original) | 100,000     |
| 1983–84     | Everton                 | 2–0    | Watford                 | Wembley Stadium (original) | 100,000     |
| 1984–85     | Manchester United       | †1–0 * | Everton                 | Wembley Stadium (original) | 100,000     |
| 1985–86     | Liverpool               | 3–1    | Everton                 | Wembley Stadium (original) | 98,000      |
| 1986–87     | Coventry City           | †3–2 * | Tottenham Hotspur       | Wembley Stadium (original) | 98,000      |
| 1987–88     | Wimbledon               | 1–0    | Liverpool               | Wembley Stadium (original) | 98,203      |
| 1988–89     | Liverpool               | †3–2 * | Everton                 | Wembley Stadium (original) | 82,500      |
| 1989–90     | Manchester United       | †3–3 * | Crystal Palace          | Wembley Stadium (original) | 80,000      |
| 1989–90 (R) | Manchester United       | 1–0    | Crystal Palace          | Wembley Stadium (original) | 80,000      |
| 1990–91     | Tottenham Hotspur       | †2–1 * | Nottingham Forest       | Wembley Stadium (original) | 80,000      |
| 1991–92     | Liverpool               | 2–0    | Sunderland              | Wembley Stadium (original) | 80,000      |
| 1992–93     | Arsenal                 | †1–1 * | Sheffield Wednesday     | Wembley Stadium (original) | 79,347      |
| 1992–93 (R) | Arsenal                 | 2–1    | Sheffield Wednesday     | Wembley Stadium (original) | 62,267      |
| 1993–94     | Manchester United       | 4–0    | Chelsea                 | Wembley Stadium (original) | 79,634      |
| 1994–95     | Everton                 | 1–0    | Manchester United       | Wembley Stadium (original) | 79,592      |
| 1995–96     | Manchester United       | 1–0    | Liverpool               | Wembley Stadium (original) | 79,007      |
| 1996–97     | Chelsea                 | 2–0    | Middlesbrough           | Wembley Stadium (original) | 79,160      |
| 1997–98     | Arsenal                 | 2–0    | Newcastle United        | Wembley Stadium (original) | 79,183      |
| 1998–99     | Manchester United       | 2–0    | Newcastle United        | Wembley Stadium (original) | 79,101      |
| 1999–00     | Chelsea                 | 1–0    | Aston Villa             | Wembley Stadium (original) | 78,217      |
| 2000–01     | Liverpool               | 2–1    | Arsenal                 | Millennium Stadium         | 72,500      |
| 2001–02     | Arsenal                 | 2–0    | Chelsea                 | Millennium Stadium         | 73,963      |
| 2002–03     | Arsenal                 | 1–0    | Southampton             | Millennium Stadium         | 73,726      |
| 2003–04     | Manchester United       | 3–0    | Millwall                | Millennium Stadium         | 71,350      |
| 2004–05     | Arsenal                 | †0–0 † | Manchester United       | Millennium Stadium         | 71,876      |
| 2005–06     | Liverpool               | †3–3 † | West Ham United         | Millennium Stadium         | 71,140      |
| 2006–07     | Chelsea                 | †1–0 * | Manchester United       | Wembley Stadium (novo)     | 89,826      |
| 2007–08     | Portsmouth              | 1–0    | Cardiff City            | Wembley Stadium (novo)     | 89,874      |
| 2008–09     | Chelsea                 | 2–1    | Everton                 | Wembley Stadium (novo)     | 89,391      |
| 2009–10     | Chelsea                 | 1–0    | Portsmouth              | Wembley Stadium (novo)     | 88,335      |
| 2010–11     | Manchester City         | 1–0    | Stoke City              | Wembley Stadium (novo)     | 88,643      |
| 2011-12     | Chelsea                 | 2–1    | Liverpool               | Wembley Stadium (novo)     | 89,102      |
| 2012-13     | Wigan Athletic          | 1–0    | Manchester City         | Wembley Stadium (novo)     | 86,254      |
| 2013-14     | Arsenal                 | 3–2 *  | Hull City               | Wembley Stadium (novo)     | 89,345      |
| 2014-15     | Arsenal                 | 4–0    | Aston Villa             | Wembley Stadium (novo)     | 89,283      |
| 2015-16     | Manchester United       | 2–1 *  | Crystal Palace          | Wembley Stadium (novo)     | 88,619      |
| 2016-17     | Arsenal                 | 2–1    | Chelsea                 | Wembley Stadium (novo)     | 89,472      |
| 2017-18     | Chelsea                 | 1–0    | Manchester United       | Wembley Stadium (novo)     | 87,647      |
| 2018-19     | Manchester City         | 6–0    | Watford                 | Wembley Stadium (novo)     | 85,854      |
| 2019-20     | Arsenal                 | 2–1    | Chelsea                 | Wembley Stadium (novo)     | Sem público |

A. ↑  O público oficial da final de 1923 foi anunciado como 126.047, mas acredita-se que tenha girado em torno de 150 a 300 mil, quando incluídos aqueles que não teriam conseguido entrar no Estádio de Wembley.

## Resultado por equipe
| Clube             | Vitórias | Primeira vitória | Última vitória | Finais disputadas |
| ----------------- | -------- | ---------------- | -------------- | ----------------- |
| Arsenal           | 14       | 1930             | 2020           | 21                |
| Manchester United | 12       | 1909             | 2016           | 20                |
| Tottenham Hotspur | 8        | 1901             | 1991           | 9                 |
| Liverpool         | 7        | 1965             | 2006           | 14                |
| Chelsea           | 8        | 1970             | 2018           | 12                |
| Aston Villa       | 7        | 1887             | 1957           | 10                |
| Newcastle United  | 6        | 1910             | 1955           | 13                |